# غوستاف ألتمان
غوستاف ألتمان (بالألمانية: Gustav Altmann)‏ هو عسكري ألماني، ولد في 13 أبريل 1912 في بريتز في ألمانيا، وتوفي في 20 فبراير 1981 في راينهاردشاغن في ألمانيا.